# Mount Small
Mount Small ist ein 1758 m hoher und teilweise schneebedeckter Berg im ostantarktischen Mac-Robertson-Land. In der Porthos Range der Prince Charles Mountains ragt er 3 km südwestlich des Crohn-Massivs auf.
Luftaufnahmen der Australian National Antarctic Research Expeditions aus den Jahren von 1956 bis 1965 dienten seiner Kartierung. Das Antarctic Names Committee of Australia benannte ihn nach Graeme R. Small, Geophysiker auf der Wilkes-Station im Jahr 1964.